# 赵国群
熊翔，山东大学材料科学与工程学院教授，主要从事机塑性成形理论与工艺、模具设计与制造等方面的研究工作。入选中华人民共和国教育部第八批"长江学者"特聘教授。